# Serhij Wsechswjatskyj
Serhij Kostjantynowytsch Wsechswjatskyj (* 7. Julijul. / 20. Juli 1905greg. in Moskau, Russisches Kaiserreich; † 6. Oktober 1984 in Kiew, Ukrainische SSR) war ein ukrainisch-sowjetischer Astronom und Hochschullehrer.

## Leben
Serhij Wsechswjatskyj studierte von 1922 bis 1925 Physik und Mathematik an der Lomonossow-Universität in Moskau. Zwischen 1924 und 1935 arbeitete er dort am Institut für Astrophysik, dass 1931 ein Teil des neu geschaffenen Sternberg-Institut für Astronomie wurde. 
Von 1935 bis 1939 war er Mitarbeiter und stellvertretender Direktor des Pulkowo-Observatoriums in Leningrad.
Von 1939 bis 1981 war er Professor, Gründer und Leiter der Fakultät für Astronomie an der Universität von Kiew.
Seine wichtigsten wissenschaftlichen Arbeiten handelten über die Physik von Kometen, die Sonnenwinde und die Sonnenaktivität sowie über Probleme mit der Kosmogonie. 1960 schlug er die Existenz von Jupiterringen vor, die im Jahr 1979 tatsächlich entdeckt wurde.
Wsechswjatskyj starb in Kiew und wurde auf dem Baikowe-Friedhof bestattet.

## Ehrungen
2005 gab die ukrainische Nationalbank anlässlich seines 100. Geburtstages eine Zwei-Hrywnja-Gedenkmünze mit seinem Konterfei heraus. Der am 22. September 1973 von Nikolai Tschernych entdeckte Asteroid des Hauptgürtels (2721) Vsekhsvyatskij wurde nach ihm benannt.